# Gudrun Hänisch
Gudrun Hänisch (Willich, 6 november 1963) is een Duitse synchroonzwemster.

## Levensloop

### Begin jaren-1983
Hänisch werd gecoacht door haar moeder Sigrid Hänisch. Ze won haar eerste Duitse kampioenstitel in 1978 in een duet met Ines Brörmann. Op de Wereldkampioenschappen synchroonzwemmen 1978 eindigden de twee als zesde in het duet en als zevende met het team. 
Nadat Hänisch vanwege een infectie niet kon deelnemen aan de Europese kampioenschappen synchroonzwemmen 1981, nam ze opnieuw deel aan een internationaal kampioenschap op de Wereldkampioenschappen synchroonzwemmen 1986. Ze werd zesde in de solo, negende met Scheller in het duet en zevende met het team. Tijdens de Europese kampioenschappen synchroonzwemmen 1983 won de won Hänisch de bronzen medaille in de solo. In het duet wonnen Scheller en Hänisch het brons. In de teamwedstrijd won de Duitse ploeg het brons.

### OS 1984
Synchroonzwemmen stond voor het eerst in 1984 op het Olympisch programma. In de solo eindigde Hänisch als 13e, waarbij meerdere deelnemers per land waren toegestaan. In de daadwerkelijke kwalificatie, met slechts één zwemmer per Olympisch team, eindigde Hänisch als vijfde. In de finale kon ze een plaats goedmaken en was ze de op één na beste Europese deelnemer. In het duet stonden Scheller en Hänisch op de negende plaats na de voorronde. Na de kwalificatie stonden ze opnieuw negende, waardoor ze niet mochten deelnemen aan de finale. 
Hänisch beëindigde haar carrière na de Olympische Spelen.

### Nationale kampioenschappen
Van 1979 tot 1984 won Hänisch alle Duitse kampioenstitels in solo. In het duet won ze in 1979 en 1980 met Ingrid May en in 1981 met Annett Schubert. Vanaf 1982 vormde ze een duo met Gerlind Scheller; de twee wonnen samen drie kampioenstitels tot 1984.